# Centro de Operaciones de Emergencia de Mount Weather
El Centro de Operaciones de Emergencia de Mount Weather (del inglés: Mount Weather Emergency Operations Center) es una instalación del Departamento de Seguridad Nacional de los Estados Unidos. Está situada en un terreno montañoso de 175 hectáreas, en los límites de los condados de Loudon y  Clarke, en las montañas Blue Ridge (Virginia). Las instalaciones de apoyo a nivel del suelo se hayan distribuidas en una docena de edificios que proporcionan enlaces de comunicaciones con la Sala de Crisis de la Casa Blanca. La instalación abarca unas cinco hectáreas y también alberga el Centro Nacional de Coordinación de Emergencias de la FEMA.
Mount Weather también es conocido como High Point Special Facility, siendo las siglas "SF" su designación preferente desde 1991.A lo largo de los años Mount Weather ha tenido otras denominaciones, como Mount Weather Emergency Assistance Center (Centro de Asistencia de Emergencia de Mount Weather) y Western Virginia Office of Controlled Conflict Operations (Oficina de Operaciones de Conflicto Controlado de Virginia Occidental).
La instalación es una importante zona de reubicación para el más alto nivel de funcionarios civiles y militares en caso de desastre nacional, desempeñando un importante papel en la Continuidad del Gobierno (según el Plan de Continuidad de Operaciones de Estados Unidos).En este sentido, la instalación sería un componente importante del Plan de Continuidad de Operaciones, que es el plan de emergencia del gobierno de Estados Unidos para la continuidad de las actividades oficiales y la capacidad de respuesta militar. También se cree que hay un búnker nuclear, destinado a albergar a miembros de alto rango del gobierno en caso de una guerra nuclear.
A principios de 1900 el emplazamiento que hoy constituye Mount Weather fue adquirido originalmente por la Oficina Meteorológica Nacional  para realizar investigaciones de la atmósfera superior mediante el lanzamiento de globos meteorológicos. Su responsabilidad se ha transferido a diversas organizaciones federales, incluyendo en su momento a la Oficina de Preparación para Emergencias del Cuerpo de Ingenieros del Ejército. Cuando se creó la Agencia Federal de Gestión de Emergencias en 1979, se le otorgó el control de Mount Weather. En la actualidad, Mount Weather proporciona a la FEMA y otras agencias gubernamentales espacio para oficinas, operaciones y almacenamiento, y es un centro de operaciones de respuesta en casos de desastre para todo Estados Unidos. El Departamento de Seguridad Nacional de los Estados Unidos, la agencia matriz de la FEMA, opera su propio departamento de bomberos en las instalaciones, la Mount Weather Fire & Rescue Company 21.
En Mount Weather se halla la estación de control para el Sistema de Radio Nacional de la FEMA, un sistema de radio de alta frecuencia que conecta con gran parte de las agencias federales de seguridad y a las Fuerzas Armadas de Estados Unidos con la mayoría de los estados. El Sistema de Radio Nacional de la FEMA permite al Presidente acceder al Sistema de Alerta de Emergencia.
Mount Weather fue puesto en conocimiento del público por el Washington Post y Associated Press, que hicieron mención a la instalación poco después de que un Boeing 727 perteneciente al vuelo 514 de Trans World Airlines se estrellara contra la ladera oeste de Mount Weather el 1 de diciembre de 1974.

## Historia
El nombre Mount Weather proviene de su uso original como punto de observación meteorológica, utilizado por la Oficina Meteorológica Nacional(de ahí el nombre Mount Weather, traducido como Monte de Observación Meteorológica). William Jackson Humphreys fue seleccionado como director supervisor del Observatorio de Investigación de Mount Weather, que estuvo operativo desde 1904 hasta 1914. En 1928 el edificio del observatorio fue la Casa Blanca de verano de Calvin Coolidge.La zona fue utilizada como instalación por el Servicio Público Civil (Campamento n° 114) durante la Segunda Guerra Mundial.En aquel entonces solo había tres edificios permanentes: el edificio de administración, los dormitorios y el laboratorio. Estos edificios aún se conservan, complementados por muchos otros edificios modernos. En 1936 pasó a manos de la Oficina de Minas, que perforó un pequeño túnel experimental de 90 metros de profundidad por debajo de la cresta de la montaña para probar nuevas técnicas de minería.
Basándose en una evaluación favorable de la dureza e integridad de la roca de la montaña, la Oficina de Minas inició la construcción de los túneles de la instalación en 1954, los cuales fueron completados por el Cuerpo de Ingenieros del Ejército bajo el nombre en clave de "Operación High Point".

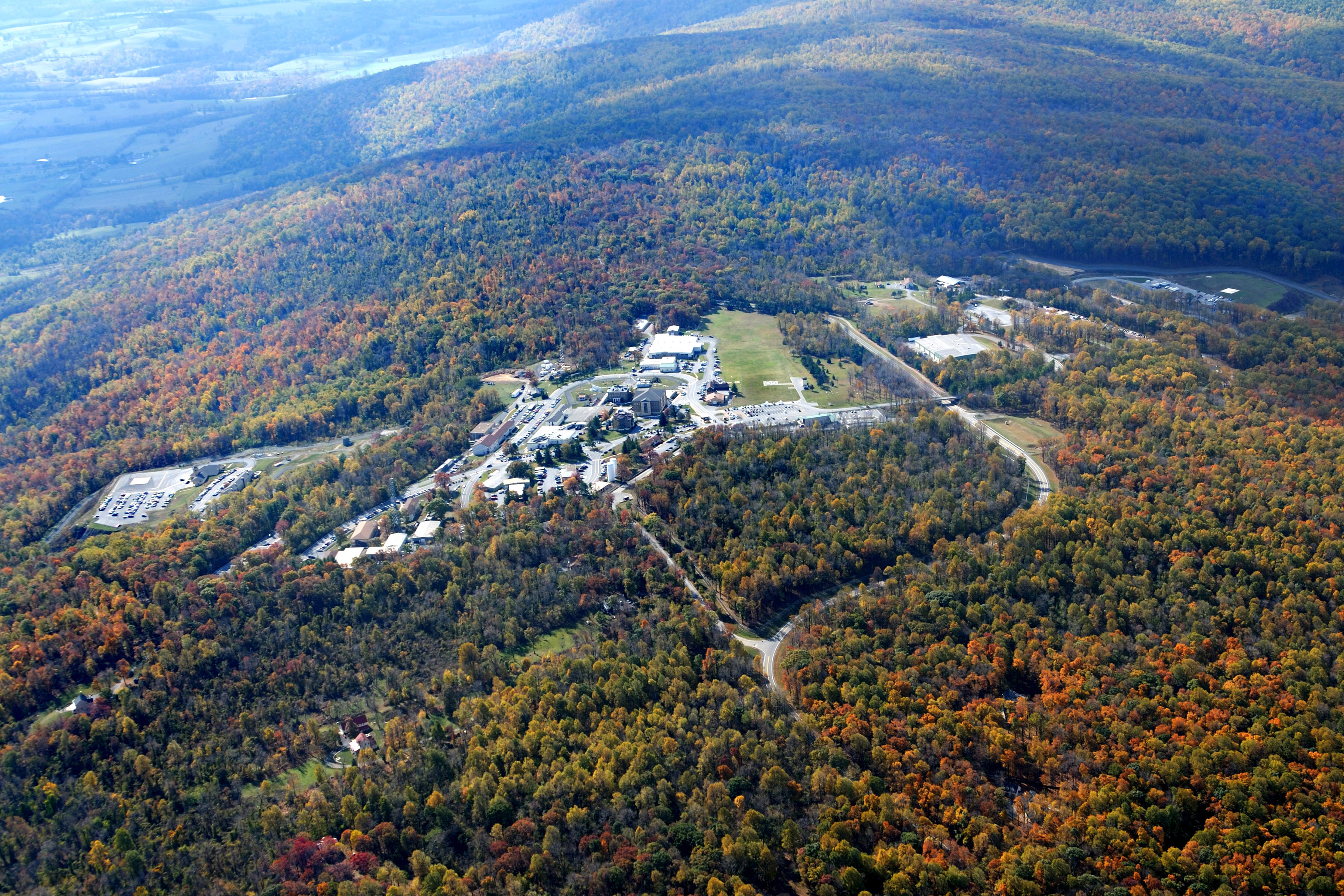
Mount Weather rodeado por el Valle de Shenandoah.

En 1954 algunos funcionarios de alto nivel realizaron un simulacro de emergencia, donde se avisó con varias horas de antelación de un hipotético ataque. Abandonaron Washington D. C. con una lista de posibles acciones. Se reunieron en una cueva (probablemente en la zona de construcción de Mount Weather), el agua goteaba del techo y rezumaba por las paredes. Este fue el primer ejercicio de la Operación Alerta. El ejercicio duró sólo unas horas, pero se aprendió mucho en ese simulacro.
En julio de 1958 había unas 90 zonas de reubicación en el arco de la sede del gobierno (El Capitolio) a una distancia de 50 a 500 km de  D. C., y más de 300 zonas de reubicación en todo el país para oficinas regionales y de campo. El arco estaba conectado con un sistema de comunicación entre agencias, que era razonablemente adecuado y estaba en proceso de desarrollo. A mediados de 1958 se habían construido, o estaban en proceso de construcción, algunas zonas de reubicación de alta seguridad para la dirección central y para la protección de las comunicaciones centrales.
El Cuerpo de Ingenieros del Ejército completó el complejo subterráneo "Área B" en 1958-1959. Se estima que los costos totales de construcción, ajustados a la inflación, superaron los mil millones de dólares. Los techos de los túneles están apuntalados con unos 21.000 pernos de hierro clavados entre 2,5 y 3 metros en la roca. La entrada está protegida por una puerta de guillotina y una puerta blindada de 3 metros de alto por 6 de ancho y 34 toneladas, de 1,5 metros de espesor y que, según se informa, tarda entre 10 y 15 minutos en abrirse o cerrarse.
El búnker subterráneo cuenta con un hospital, un crematorio, comedor, zonas de recreo, dormitorios, depósitos de agua potable y de refrigeración, una central eléctrica de emergencia y un estudio de radio y televisión que forma parte del Sistema de Transmisión de Emergencia. Una serie de túneles laterales dan cabida a un total de 20 edificios de oficinas, algunos de los cuales tienen tres pisos de altura. El Túnel Este alberga un complejo informático para dirigir simulaciones y operaciones de emergencia a través del Sistema de Análisis de Impacto de Contingencias (Contingency Impact Analysis System ,CIAS) y el Sistema de Monitoreo de Interrupción de Recursos (Resource Interruption Monitoring System, RIMS).
Una planta de tratamiento de aguas residuales de 340.000 litros por día y dos tanques de almacenamiento en la superficie de 946.000 litros están destinados a sustentar a una población de 200 personas durante un máximo de 30 días. Aunque la instalación está diseñada para albergar a varios miles de personas (con catres para 2.000 personas), solo el Presidente, el Gabinete y la Corte Suprema tienen dormitorios privados. Para fines de Continuidad del Gobierno, los funcionarios de alto nivel se dividen en equipos Alfa, Bravo y Charlie: el primero permanece en Washington, el segundo se traslada a Mount Weather y el tercero se traslada a otras zonas de reubicación.
El complejo estaba preparado para asumir ciertos poderes gubernamentales en el momento de la crisis de los misiles Cubanos de 1961 y el asesinato del presidente Kennedy en 1963. La primera activación a gran escala de la instalación se produjo el 9 de noviembre de 1965, en el momento del gran apagón del noreste de Estados Unidos. La instalación utilizó las herramientas de su programa de Gestión de Crisis Civiles de manera preventiva durante los disturbios urbanos de 1967 y 1968 y durante una serie de manifestaciones nacionales contra la guerra.
En su Informe Anual de 1974 la Agencia Federal de Preparación (Federal Preparedness Agency, FPA)  declaró que "los estudios realizados en Mount Weather involucran el control y la gestión de disturbios políticos internos donde hay escasez de materiales (como disturbios por alimentos) o en situaciones de huelga donde la Agencia Federal de Preparación determina que hay interrupciones industriales y otras crisis de recursos internos".
El 1 de diciembre de 1974 un Boeing 727 de Trans World Airlines se estrelló contra una montaña envuelta en niebla, acabando con la vida de las 92 personas que iban a bordo. Los periodistas que acudieron al lugar del accidente observaron que cerca había una instalación vallada del gobierno norteamericano. En cuestión de días el Washington Post informó que la instalación se conocía como Mount Weather, aunque el Post citó a un portavoz del Departamento de Defensa que dijo que no se le permitía "comentar para qué se utilizaba Mount Weather... o cuánto tiempo lleva en su uso actual".
Según las audiencias del Subcomité de Derechos Constitucionales del Senado realizadas en 1975, el Congreso prácticamente no tenía conocimiento ni control (ni presupuestario ni de otro tipo) sobre Mount Weather. Leslie W. Bray, General retirado de la Fuerza Aérea, en su testimonio ante el subcomité, dijo: "No tengo libertad para describir con precisión cuál es el papel, la misión y la capacidad que tenemos en Mount Weather o en cualquier otro lugar preciso".
El General Bray le proporcionó al Subcomité del Senado una lista de archivos mantenidos en Mount Weather: instalaciones militares, instalaciones gubernamentales, comunicaciones, transporte, electricidad y fuente de alimentación, agricultura, manufactura, servicios mayoristas y minoristas, mano de obra, instituciones financieras, médicas y educativas, instalaciones sanitarias, población, albergues y reservas.
En marzo de 1976 la revista The Progressive publicó un artículo titulado "La Montaña Misteriosa". El autor, Richard Pollock, basó su informe de investigación en las audiencias del Subcomité del Senado y en "varias entrevistas extraoficiales con funcionarios anteriormente asociados con Mount Weather". Su informe, y un artículo de 1991 escrito por Ted Gup en la revista Time, titulado "El Escondite del Fin del Mundo", proporcionan algunos detalles convincentes sobre Mount Weather.
El centro de formación de la FEMA se inauguró en 1979 en el "Área A", situada en la superficie de las instalaciones. A finales de 1990 entre 800 y 1.200 personas trabajaban en el Centro de Asistencia de Emergencia, lo que la convirtió en la instalación más grande de la agencia. Cientos de funcionarios públicos y privados asisten a diversas formaciones todos los años.
El Centro de Asistencia de Emergencia de Mount Weather ha pasado de tener una sola misión a una que apoya la misión de la FEMA que englobe todos los riesgos y, simultáneamente, se convirtió en un centro de costos autosuficiente que obtiene sus ingresos del Fondo de Capital de Trabajo autorizado por el Congreso. La Ley de Asignaciones de 1997 autorizó a la FEMA a establecer un fondo de capital de trabajo para proporcionar servicios administrativos. Se estableció un fondo para dar apoyo a los servicios centralizados proporcionados por el Centro de Asistencia de Emergencia de Mount Weather. Durante un período de dos años, entre 1997 y 1998, la instalación pasó a funcionar a pleno rendimiento gracias al Fondo de Capital de Trabajo. Proporciona oficinas, salas de conferencias, formación y alojamiento en Mount Weather para uso por parte de las organizaciones de la FEMA y otras agencias federales. Si bien las operaciones se financian en función de las asignaciones, las recaudaciones y el uso actuales, la FEMA está promocionando activamente la instalación para atraer nuevos usuarios. Todas las organizaciones de Mount Weather, incluidos los componentes de la FEMA, estuvieron sujetas a las disposiciones del Fondo de Capital de Trabajo a partir de 1998.
Desde la reestructuración de 1993 se produjo una explosión demográfica en Mount Weather, pasando de una fuerza laboral diaria de unos 400 empleados a una de más de 900. Se añadieron aproximadamente 250 nuevos puestos de trabajo para el Cuadro de Empleados de Respuesta y Recuperación de Guardia (Cadre of On-Call Response/Recovery Employees, CORE) que no existía en 1993. La actividad del Centro de Formación y Conferencias de Mount Weather también se expandió espectacularmente, de menos de 6.000 estudiantes/asistentes en 1993 a más de 18.000 en 1996. Más de 100.000 personas fueron invitadas a Mount Weather durante 1996. El Centro de Formación y Conferencias de Mount Weather acoge a unos 10.000 estudiantes al año para cursos de una semana, una cantidad comparable a los aproximadamente 10.000 estudiantes que viven cada año en la residencia del Centro Nacional de Formación de Emergencia de Emittsburg (Maryland).

## Misión de Mount Weather
Desde sus inicios en 1950 Mount Weather ha sido la sede de operaciones de emergencia de las agencias civiles federales y los funcionarios del Poder Ejecutivo. Esta misión, que originalmente forma parte del programa federal de Continuidad del Gobierno, continúa hasta el día de hoy.
La información publicada por la FEMA explica que Mount Weather es un centro de mitigación de desastres. También se encarga del registro telefónico de las víctimas de desastres que buscan asistencia y la formación in situ de funcionarios estatales y locales de gestión de emergencias. Los estudiantes de estos cursos se alojan en el lado oeste de la propiedad, en edificios que, desde fuera, parecen cuarteles militares, pero que cuentan con habitaciones individuales amuebladas como las de un modesto motel. Una característica inusual es un aviso que está colocado en cada habitación que explica las estrictas normas de seguridad del lugar.

## Instalaciones de operaciones ante desastres de Mount Weather
Actualmente, Mount Weather alberga seis importantes instalaciones de operaciones ante desastres, entre ellas están:
- Centro Nacional de Servicios de Procesamiento de Virginia.

- Centro de Telerregistro Satelital.

- Oficina de Financiación ante Desastres.

- El Centro de Intercambio de Información ante Desastres.

- División de Operaciones de Personal ante Desastres.

- Centro Logístico.

A día de hoy, incluso en pequeñas situaciones de emergencia como inundaciones, gran parte de la coordinación se realiza a través de Mount Weather. Desde que terminó la Guerra Fría han estado solicitando servicios para todo el país en caso de desastres menores. El 13 de enero de 1997 una tormenta de nieve obligó a cerrar el North Central Texas College en Denton (Texas). El Centro de Asistencia de Emergencia de Mount Weather recibió el 100 % de las llamadas durante ese día. El personal Representativo del Servicio de Teleregistro del Lado Oeste de los Edificios 704 y 712 recibió un total de 2.254 llamadas con un tiempo de espera promedio de solo 12 segundos.

## Grupos funcionales de la FEMA en Mount Weather
Actualmente, Mount Weather alberga ocho grupos funcionales importantes de la FEMA:
- El Centro Nacional de Procesamiento de Virginia es uno de los tres Centros de Servicios de Procesamiento de la FEMA en todo el país. Su misión es ayudar a las personas afectadas por desastres a comenzar el proceso de recuperación. Los bancos telefónicos de cada Centro reciben innumerables llamadas de primera mano de las víctimas que solicitan ayuda tras los desastres. A cada reclamante se le ofrece una respuesta rápida, eficiente y atenta.

- El Centro de Financiación ante Desastres ofrece servicios centralizados de administración financiera para el Fondo de Ayuda ante Desastres de la FEMA. Estos servicios incluyen proyecciones de costos ante desastres, pago de gastos ante desastres y producción de estados financieros e informes relacionados. El Centro de Financiación ante Desastres es una división de la Oficina de Gestión Financiera y cuenta con una plantilla de aproximadamente 80 personas que trabaja a jornada completa y un equipo de refuerzo que varía en tamaño, según la actividad del desastre.

- El Centro de Intercambio de Información ante Desastres opera un centro de almacenamiento y reciclaje que proporciona control y despliegue centralizado de todos los equipos informáticos y de comunicaciones necesarios para apoyar las declaraciones de desastre.

- La División de Operaciones de Personal en Casos de Desastre forma parte de la Oficina de Gestión de Recursos Humanos y es responsable de la gestión del personal de apoyo en casos de desastre. La división recluta, selecciona y apoya a los empleados que ocupan puestos temporales en las instalaciones fijas de la FEMA y otras oficinas en todo Estados Unidos. Además, la división cuenta con Cuadros Nacionales de Empleados de Asistencia en Casos de Desastre y el sistema de Despliegue Automatizado en Casos de Desastre.

- El Centro de Logística proporciona gestión de inventario centralizado para tres centros logísticos territoriales que proporcionan materiales y suministros necesarios para la respuesta de la FEMA a las declaraciones de desastre.

- El Centro de Formación y Conferencias ofrece instalaciones de formación para apoyar las actividades de formación de la FEMA, así como otras formaciones y conferencias para las agencias federales. El Centro de Formación y Conferencias cuenta con unos 3.200 metros cuadrados dedicados a la formación en el aula y actualmente cuenta con un promedio de 32.000 días de formación al año.

- La División de Servicios de Tecnologías de la Información proporciona soporte informático y de comunicaciones para la misión de respuesta ante emergencias de todo tipo de peligros. El Centro de Servicios de Tecnologías de la Información, que se encuentra en Mount Weather, es responsable de ofrecer asistencia técnica las 24 horas del día, los 7 días de la semana, a los usuarios de los sistemas de información de la FEMA durante los desastres declarados. La División de Servicios de Tecnologías de la Información es responsable de recibir informes y procesar problemas de seguridad de red sospechosos o reales, y de notificar al administrador de sistema de redes correspondiente inmediatamente después del incidente informado.

- La División de Gestión de Mount Weather se encarga de ofrecer servicios básicos como: energía eléctrica, agua, transporte, atención médica, servicio de bomberos, seguridad y mantenimiento de las instalaciones. Las actividades de la División de Gestión de Mount Weather permiten que todas las organizaciones de residentes e inquilinos se concentren en cumplir con sus misiones principales.[13]

## Noticias de prensa sobre Mount Weather
Tras los ataques terroristas del 11 de septiembre, se informó de que "el Presidente de la Cámara de Representantes, Dennis Hastert, y otros altos dirigentes del Congreso, fueron trasladados a un lugar seguro del gobierno a 120 km al oeste de Washington". Regresaron el martes por la tarde". La Ruta 601, también llamada Blue Ridge Mountain Road, conduce a Mount Weather. Un periodista que viajaba por esta carretera la tarde del 11 de septiembre encontró "un atasco de limusinas con matrículas de Washington y del gobierno e incluso un convoy encabezado por ocho Harley Davidson de la Policía de Parques de Estados Unidos".

## Ubicación
Mount Weather está localizado en las montañas Blue Ridge, y se puede llegar hasta el centro de operaciones por la ruta estatal 601 (también llamada Blueridge Mountain Road) en Bluemont (Virginia).  La instalación está situada cerca de Purcellville (Virginia), a 82 km al oeste de Washington D. C..
La instalación subterránea ubicada dentro de Mount Weather, designada como "Área B", se completó en 1959. La FEMA estableció instalaciones de entrenamiento en la superficie de la montaña ("Área A") en 1979.
La porción sobre el suelo del complejo de la FEMA (Área A) es de al menos 434 acres (176 hectáreas). Esta medida incluye un área de entrenamiento de tamaño no especificado. El área B, el componente subterráneo, posee 600.000 pies cuadrados (56.000 m2).

## Evacuaciones
Según una carta al editor del The Washington Post, después de los ataques del 11 de septiembre, la mayoría de los líderes del Congreso fueron evacuados a Mount Weather en helicóptero.
Entre 1979 y 1981 la Galería Nacional de Arte desarrolló un programa para transportar valiosas pinturas de su colección a Mount Weather en helicóptero. El éxito de la reubicación dependería de la anticipación con la que se haya recibido la advertencia de un ataque.

## En los medios de comunicación
El primer video de Mount Weather a vista de pájaro que se transmitió en la televisión nacional fue grabado por el productor de ABC News, Bill Lichtenstein, y se incluyó en un segmento del documental "Nuclear Preparation: Can We Survive" de 1983, en el programa de televisión 20/20, con la participación del corresponsal Tom Jarriel. Lichtenstein sobrevoló las instalaciones de Mount Weather con un equipo de la ABC. El documental contó con la participación del líder de la mayoría de la Cámara de Representantes de Estados Unidos, Tip O'Neill, y del miembro de la Cámara, Ed Markey, quienes confirmaron que en caso de una guerra nuclear y una catástrofe nacional existe un plan para evacuar al gobierno de Estados Unidos a Mount Weather.
Mount Weather, junto con el ahora desactivado búnker Greenbrier, construido durante la Guerra Fría para evacuar a los miembros del Congreso, se menciona en el documental de A&E Bunkers, que se emitió por primera vez el 23 de octubre de 2001. Incluye extensas entrevistas con ingenieros y analistas de inteligencia y de política, arrojando luz sobre el tema muy poco conocido de los refugios secretos del gobierno. Los realizadores compararon Mount Weather y Greenbrier con el búnker de mando de Saddam Hussein, construido cerca de Bagdad y que resistió siete bombas JDAM durante la batalla de Bagdad en abril de 2003.
El escritor William Poundstone analiza Mount Weather en su libro Bigger Secrets.

## En la cultura popular
En el libro Siete Días de Mayo de Fletcher Knebel, el Estado Mayor Conjunto planea un golpe militar contra un presidente de los Estados Unidos que está a punto de firmar un acuerdo de control sobre armas nucleares. La trama gira en torno a un ejercicio de emergencia en un lugar llamado Mount Thunder, un búnker secreto al que acudirían los líderes gubernamentales en caso de un ataque nuclear. Los autores Fletcher Knebel y Charles W. Bailey II proporcionan instrucciones de conducción bastante detalladas para llegar al ficticio Mount Thunder, que coinciden mucho con las que se utilizan para llegar al verdadero Mount Weather. Aunque el búnker de Mount Weather no se hizo ampliamente conocido hasta más de una década después, la representación apenas disimulada de la instalación en Siete Días de Mayo demuestra que el hecho de la existencia y la ubicación de la instalación ya se conocía a principios de 1960.También se hace referencia a Mount Weather en la película basada en el libro, producida durante la administración Kennedy y estrenada en 1964.
Mount Weather ha sido el escenario de varias obras de ficción apocalípticas y postapocalípticas. Entre ellas se encuentran el final de la novena temporada de Expediente X, la película Ultimátum a la Tierra de 2008, la serie de novelas Los 100 y su adaptación televisiva, Los 100 de CW, y la serie de televisión Z Nation de Syfy.

## Nombres de Mount Weather
A lo largo de los años se han asociado muchos nombres con las instalaciones de Mount Weather. He aquí hay una lista:
- Centro de Operaciones de Emergencia de Mount Weather.

El nombre oficial actual, que se hizo público por primera vez poco después de los atentados terroristas del 11 de septiembre de 2001.
- Centro de Asistencia de Emergencia de Mount Weather.

Este era el nombre oficial anterior de la instalación. Probablemente se eligió para enfatizar la función de asistencia en casos de desastre de la FEMA por encima de las misiones secretas de la agencia.
- High Point.

Un antiguo nombre en clave para la instalación.
- Western Virginia Area Office.

Nombre que aparece en los registros del Cuerpo de Ingenieros del Ejército de Estados Unidos.
- Oficina de Preparación para Emergencias, Instalación Especial.

- Agencia de Comunicaciones Interinstitucionales del Ejército de Estados Unidos, Winchester (Virginia).

La Agencia de Comunicaciones Interinstitucionales del Ejército operó centros clasificados de reubicación de emergencia durante los primeros años de la Guerra Fría.
- Oficina de Operaciones de Conflicto Controlado de Virginia Occidental.

Este nombre aparece en varias referencias web, pero se desconoce su origen y autenticidad.
- Crystal (o Crystal Palace).

Nombre en clave de la Instalación Presidencial de Emergencia, ubicada dentro del complejo de Mount Weather.
- Berryville.

Un pequeño pueblo a unos 13 kilómetros al noroeste de Mount Weather. Los empleados de la FEMA a veces usan este nombre, y Mount Weather tiene un apartado de correos en Berryville. Por lo demás, no se conoce ninguna conexión entre el pueblo y la instalación.
- Round Hill.

Un pequeño pueblo a unos 13 kilómetros al noreste de Mount Weather, sin conexión conocida con las instalaciones.
- Bluemont.

Un pequeño pueblo a unos 8 kilómetros al noreste de Mount Weather. La dirección de la instalación es Bluemont; por lo demás, el pueblo no tiene ninguna conexión conocida con Mount Weather.
- Washington n° 4.

La estación de comunicaciones de AT&T en Mount Weather. Este nombre probablemente pretendía ser engañoso; las otras ubicaciones de AT&T "Washington" se encuentran en Washington D. C. Las instalaciones de AT&T suelen recibir su nombre de un lugar cercano o de la montaña en la que se ubican.
- Berryville n° 2.

Otro nombre engañoso para la presencia de AT&T en Mount Weather.
- The Hill.

Nombre informal usado por los empleados de AT&T para referirse a Mount Weather.
- Sucursal 1 [o Sucursal n° 1], Virginia - (provisional).

Nombre encontrado en una tarifa de AT&T y en una lista de suscriptores de AUTOVON de 1965; la evidencia circunstancial sugiere que podría ser Mount Weather.
- Mount Thunder.

Nombre ficticio usado por los escritores Fletcher Knebel y Charles W. Bailey en su thriller político de 1962 "Siete días de mayo".